# Brachyotum alpinum
Brachyotum alpinum är en tvåhjärtbladig växtart som beskrevs av Célestin Alfred Cogniaux. Brachyotum alpinum ingår i släktet Brachyotum och familjen Melastomataceae. IUCN kategoriserar arten globalt som livskraftig.
Artens utbredningsområde är Ecuador. Inga underarter finns listade i Catalogue of Life.